# 張翼 (明朝將領)
張翼（？—1393年），臨淮（今江蘇盱眙縣）人，明朝初期軍事將領，鶴慶侯。
其父亲張聚为前翼元帥，跟随朱元璋平定江南淮东，積功為大同衛指揮同知。張翼跟随其父亲在军中，且善于作战，并以副千戶嗣集继承父亲爵位。后征讨陕西，平定叛乱。升任都指揮僉事，進僉都督府事。后跟随蓝玉征讨云南，攻克普定、曲靖、鹤庆、麗江、劍川、石門（今漾濞彝族自治县石门关）等。后洪武十七年封鶴慶侯。后因为蓝玉案连坐而死。